# Льюис, Морган
Морган Льюис (англ. Morgan Lewis; 16 октября 1754, Элизабет, Нью-Джерси — 7 апреля 1844, Манхэттен, Нью-Йорк) — американский юрист, политик и военный.
В годы американской войны за независимость он служил в армии в звании майора и был начальником штаба при генерале Гейтсе, во время англо-американской войны 1812 года служил в армии в звании бригадного генерала. Он был членом Ассамблеи Нью-Йорка в 1789 и 1792 годах, сенатором штата с 1811 по 1814 год, генеральным прокурором штата с 1791 по 1801 и губернатором с 1804 по 1807 год.

## Биография
Морган Льюис был потомком валлийцев, сыном Фрэнсиса Льюиса, подписавшего Декларацию независимости США. В 1773 году начал изучать право в Колледже Нью-Джерси, позднее в Принстонском университете. Его учёба была прервана Войной за независимость, в которой он служил в звании полковника до конца войны. В 1779 году женился на Гертруде Ливингстон (1757—1833). После окончания учёбы он сделал карьеру юриста и политика в штате Нью-Йорк. Был членом Ассамблеи штата Нью-Йорк с 1789 по 1792 год, генеральным прокурором штата с 1791 по 1792 год, судьей Верховного суда Нью-Йорка с 1792 по 1801 год, а также некоторое время его председателем.
На губернаторских выборах в Нью-Йорке в 1804 году он был избран губернатором штата Нью-Йорка как кандидат от Демократическо-республиканской партии. Он занимал эту должность до 1807 года. В том же году Льюис снова баллотировался на выборах, но потерпел поражение от Дэниела Томпкинса.
Во время англо-американской войны Льюис служил генерал-майором армии США. Он командовал американскими войсками в сражении при Форт-Джордже, а затем стал главнокомандующим на севере штата Нью-Йорк, получив звание генерал-майора в 1813 году. После войны он снова стал политически активным, став сенатором штата. Он также был президентом Исторического общества Нью-Йорка и одним из основателей Нью-Йоркского университета.
Округ Льюис в штате Нью-Йорк назван в честь Моргана Льюиса, умершего в 1844 году, как и города Льюистон и Льюис.